# Aeropuerto Juan Manuel Valdez
El Aeropuerto Internacional General Juan Manuel Valdez, antiguamente conocido como Aeropuerto Almirante Cristóbal Colón, (IATA: GUI, OACI: SVGI) es un aeropuerto venezolano ubicado en Güiria, estado Sucre. Fue inaugurado el 12 de octubre de 2000 por el presidente Hugo Chávez. El 26 de enero de 2010, la sociedad anónima Bolivariana de Aeropuertos (BAER) asumió la administración del aeropuerto de Güiria.